# Macadique (Suco)
Macadique (Makadique, Makadiki, Makadidi) war ein osttimoresischer Suco im Verwaltungsamt Uato-Lari (Gemeinde Viqueque). 2023 wurde Macadique in die Sucos Macadique de Baixo, Macadique de Cima und Macadique Uaitame aufgeteilt.

## Geographie

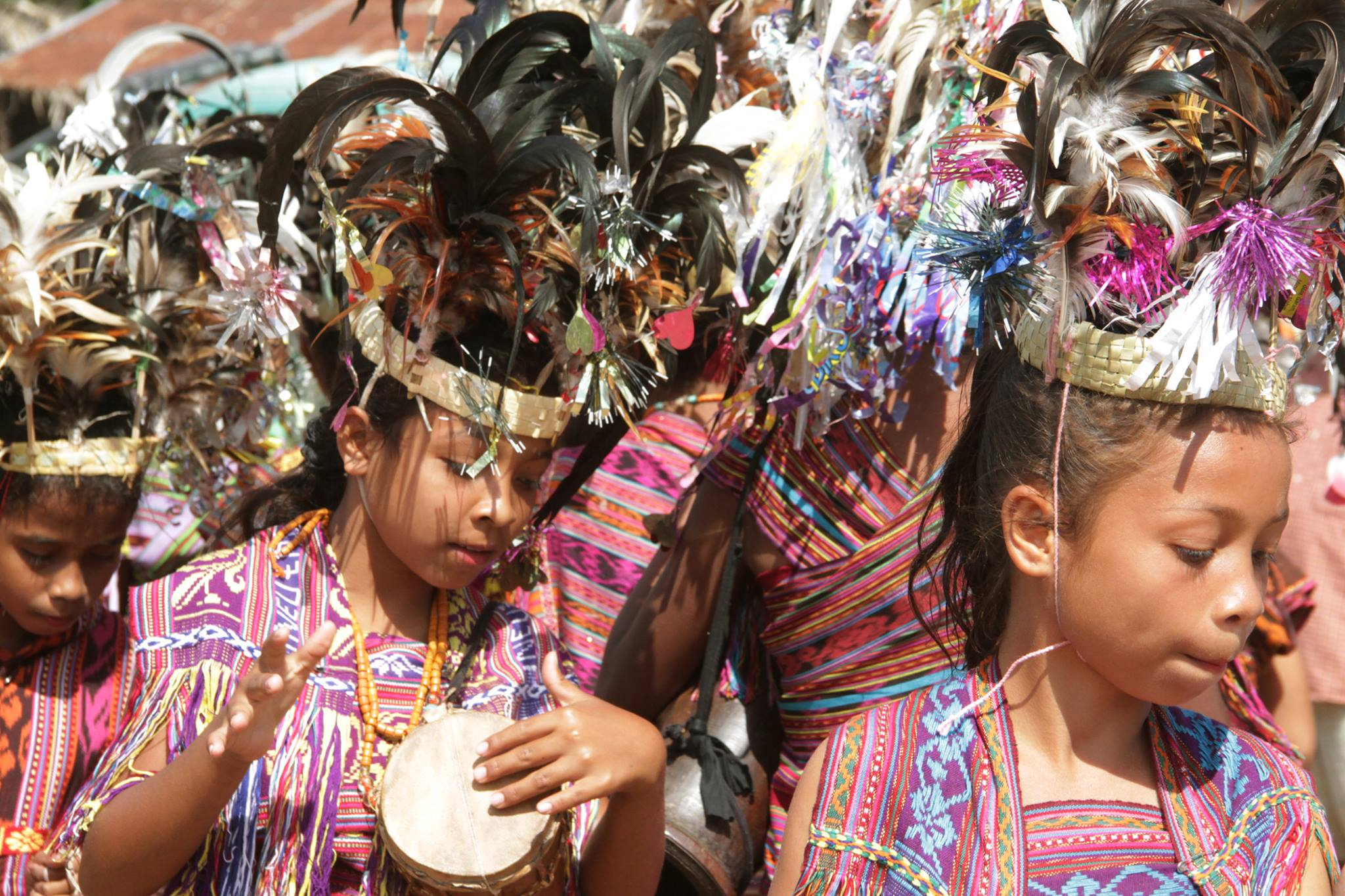
Mädchen in Macadique (2016)

Der Suco Macadique lag im Westen des Verwaltungsamtes Uato-Lari und bestand zuletzt aus drei voneinander getrennten Territorien.
Im Süden befand sich an der Timorsee der bevölkerungsreichste Teil mit dem Hauptort Macadique und den 15 Aldeias Betulari, Bobolaco, Caidaualari, Caidaulata, Comiuro, Coquilaco, Daralari, Edemumo, Lacarate, Lau-Uma, Liacaiua, Lutuguia, Macadique, Namanei und Ossolari. Nördlich des Ortes Macadique schließt sich der Ort Pafuloain an. Beide liegen an der südlichen Küstenstraße Osttimors. Das Südterritorium grenzte im Südosten an das Meer, im Nordosten an den Suco Matahoi, im Südwesten an das Verwaltungsamt Viqueque mit seinen Sucos Uma Uain Leten und Caraubalo und im Nordwesten an das Verwaltungsamt Ossu mit seinem Suco Ossorua. Die Grenze zu Matahoi bildet der Fluss Saqueto, zu Uma Uain Leten zum Teil der Fluss Lugassa.
Nördlich von Matahoi lag das zweite Territorium Macadiques. Östlich von Matahoi und Macadique befanden sich hier der Suco Afaloicai und weiter nördlich ein zweites Territorium Matahois und ein kleines Gebiet, das zum Suco Uaitame gehört. Nordwestlich und westlich bildete wieder das Verwaltungsamt Ossu mit den Sucos Ossorua, Builo und Nahareca. Dieses Stück Macadiques bestand aus den Aldeias Mata Dalan und Quetorai. Der Ort Edemumo befand sich im Westen des Territoriums. Die Nordostgrenze bildet der Fluss Bebui. Der Dulequi, einer seiner Zuflüsse entspringt im Norden.
Jenseits von Uaitames und Matahois Exklaven begann nördlich das dritte Territorium. Südwestlich grenzte Macadique an den Suco Babulo, westlich an das dritte Territorium von Matahoi, nördlich an die Gemeinde Baucau mit den Verwaltungsämtern Baguia (Suco Afaloicai) und Quelicai (Suco Bualale) und im Westen an das Verwaltungsamt Ossu mit dem Suco Nahareca. Macadiques Aldeias Bobulita, Borobai, Digamasi und Luroboro lagen hier. Der Dulequi folgte der Grenze zwischen Uaitame und Macadique. Sein Zufluss, der Uailequi bildete den südlichen Teil der Grenze zu Nahareca. Der Bebui durchquerte das Gebiet, bevor er den nördlichsten Teil der Grenze zu Nahareca folgte. Bebuis Zufluss Tualequi und ein weiterer weiter südlich durchquerten ebenfalls Macadiques Nordterritorium.
Macadique hatte eine Fläche von 48,86 km². Vor der Gebietsreform 2015 hatte der Suco nur eine Fläche von 24,06 km². Zu Macadique gehörte damals nur der Südwesten Uato-Laris zwischen den Flüssen Saqueto und Lugassa. Die beiden anderen Gebiete kamen erst nach 2015 vom Suco Afaloicai zu Macadique.

## Einwohner

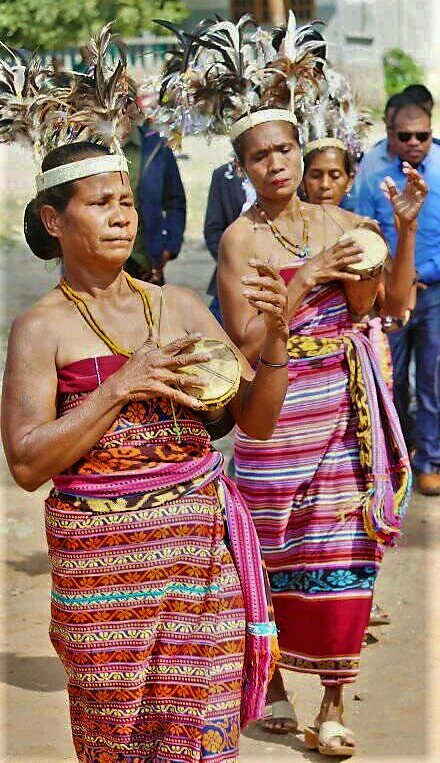
Tänzerinnen in Macadique (2019)

2022 lebten in Macadique leben 5.820 Einwohner, davon waren 2.864 Männer und 2.956 Frauen. Im Suco gab es 1.170 Haushalte. Fast 98 % der Einwohner gaben Makasae als ihre Muttersprache an. Minderheiten sprachen Tetum Prasa oder Sa'ane.

## Geschichte

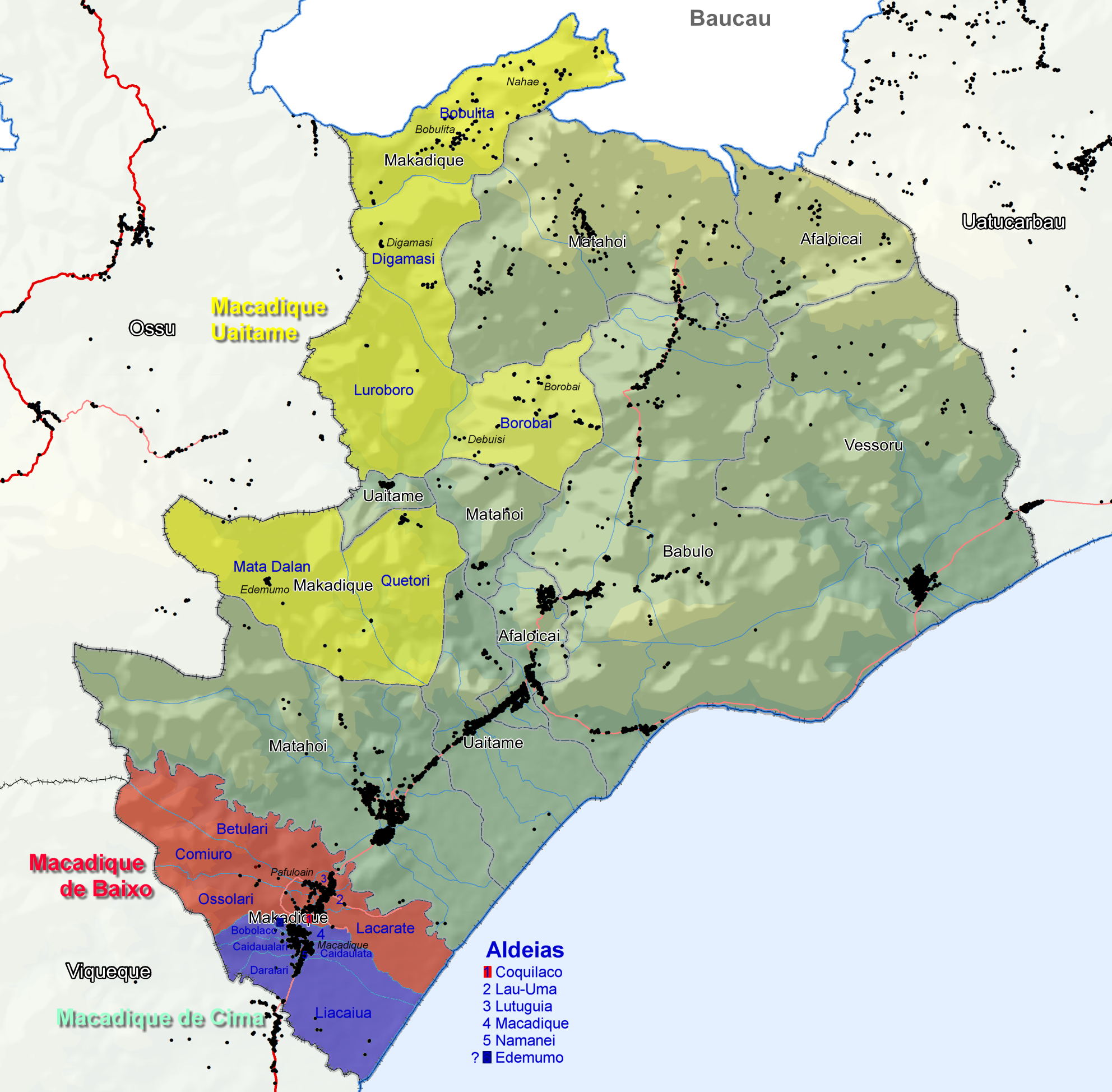
Teilung von Macadique (2023)

Mit Abzug der Indonesier 1999 brachen ethnischen Konflikte zwischen den Einwohnern in Uato-Lari wieder hervor. Dörfer, die die Unabhängigkeitsbewegung unterstützten (zumeist Makasae aus Macadique und Matahoi), forderten Land und Eigentum zurück, das Naueti während der indonesischen Besatzung erhalten hatten. Die UNTAET versuchte mit einem „Mediation Council“ ab Juni 2000 den Konflikt zu lösen, aber man kam mit den 130 registrierten Streitfällen nur langsam voran. Ende Oktober 2002 brach Gewalt zwischen den Gruppen aus. Vieh wurde gestohlen. Auch weitere Vermittlungsversuche durch die osttimoresische Regierung, Parlamentarier und verschiedene UN-Missionen blieben wenig erfolgreich.
Am 17. April 2012 kam es in Macadique zu Ausschreitungen nach den Präsidentenwahlen. Unter anderem wurde ein Polizeiwagen und Häuser mit Steinen beworfen.
Am 1. Oktober 2023 wurde der Suco Macadique aufgeteilt. Die beiden Territorien im Landesinneren bilden nun den Suco Macadique Uaitame. Das Territorium im Süden wurde in zwei Hälften geteilt. Der Südwesten am Lugassa, mit dem Ort Macadique gehört zum Suco Macadique de Cima, der Nordosten mit dem Ort Pafuloain zu Macadique de Baixo.

## Politik
Bei den Wahlen von 2004/2005 wurde Matias Paicheco zum Chefe de Suco gewählt. Bei den Wahlen 2009 gewann Daniel da Silva Wain und 2016 Afonso dos Reis.

## Persönlichkeiten
- António Soares da Silva Mau Kalo (1962–2024), Freiheitskämpfer und Offizier
- Dário Madeira (* 1978), Politiker